# Énergie au Honduras
Le secteur de l'énergie au Honduras est dominé par les énergies fossiles, en particulier le pétrole, qui couvrait 52,2 % de la consommation d'énergie primaire du pays en 2021, et par la biomasse, qui contribuait pour 33,6 % ; l'hydroélectricité apportait 5,6 % et les autres renouvelables (éolien, solaire, géothermie), en fort développement, 8 %.
Les produits pétroliers sont importés en totalité.
L'électricité représente 15,5 % de la consommation d'énergie finale. Sa production provient à 38 % de produits pétroliers (diesel), 0,6 % de charbon, 33,9 % d'hydroélectricité, 10,3 % de solaire photovoltaïque, 7,2 % de biomasse, 7,0 % d'éolien et 3,1 % de géothermie. Le Honduras est en pointe dans le solaire photovoltaïque : selon l'Agence internationale de l'énergie, il se situe au 6e rang mondial fin 2022 pour le taux de pénétration de cette énergie dans la production d'électricité. Il est au 16e rang mondial pour la production géothermique.
Les émissions de CO2 liées à l'énergie au Honduras étaient en 2021 inférieures de 79 % à la moyenne mondiale et de 56 % à celle de l'Amérique latine.

## Importations d'énergie fossile
Le Honduras ne produit aucun combustible fossile. En 2021, il a importé 134,5 PJ de produits pétroliers et 0,75 PJ de charbon.

## Consommation intérieure d'énergie primaire
La consommation intérieure d'énergie primaire du Honduras s'élevait en 2021 à 241,8 PJ, dont 52,2 % de produits pétroliers, 0,3 % de charbon, 33,6 % de biomasse, 5,6 % d'hydroélectricité, 8 % d'autres renouvelables (éolien, solaire, géothermie).

## Consommation d'énergie finale
La consommation d'énergie finale du Honduras s'élevait en 2021 à 179,95 PJ, dont 48,3 % de produits pétroliers, 36,1 % de biomasse et 15,5 % d'électricité. Elle se répartissait en 14,4 % pour l'industrie, 35,8 % pour les transports, 39,8 % pour le secteur résidentiel, 8,8 % pour le secteur tertiaire, 0,4 % pour l'agriculture, 0,3 % pour la pêche et 0,5 % pour les usages non énergétiques (chimie).

## Secteur électrique

### Organisation
L'Entreprise Nationale d’Énergie Électrique (ENEE) est l'entreprise publique qui contrôlait le secteur électrique jusqu’à août 2017. La Loi générale de l’industrie électrique de 2014 oblige l’ENEE à se scinder en plusieurs entreprises (production, transport, éclairage public et au moins une de distribution) qui resteront propriété de l’État. Le pays comptait, en juin 2018, 82 producteurs d’électricité (18 thermiques, 32 hydroélectriques, 12 biomasse, 12 solaires, 7 éoliens, 1 biogaz) dont la puissance installée totale atteignait 2 510,8 MW ; 12 nouveaux projets étaient en cours (5 Hydro / 3 solaires / 3 biogaz / 1 géothermie).

### Production d'électricité

Production d'électricité au Honduras, 1980-2019.

La production d'électricité du Honduras s'élevait en 2021 à 11,12 TWh, dont 38 % de produits pétroliers (diesel), 0,6 % de charbon, 33,9 % d'hydroélectricité, 10,3 % de solaire photovoltaïque, 7,2 % de biomasse, 7,0 % d'éolien et 3,1 % de géothermie.
Selon l'ENEE, 63 % de l’électricité produite provenait de sources renouvelables en 2017. La production renouvelable a augmenté de près de 17 % entre 2015 et 2016. Le Honduras a pour objectif d’atteinte 75 % de renouvelable et 25 % de thermique dans son mix électrique pour 2030.

### Centrales thermiques

Centrales électriques de Lufussa
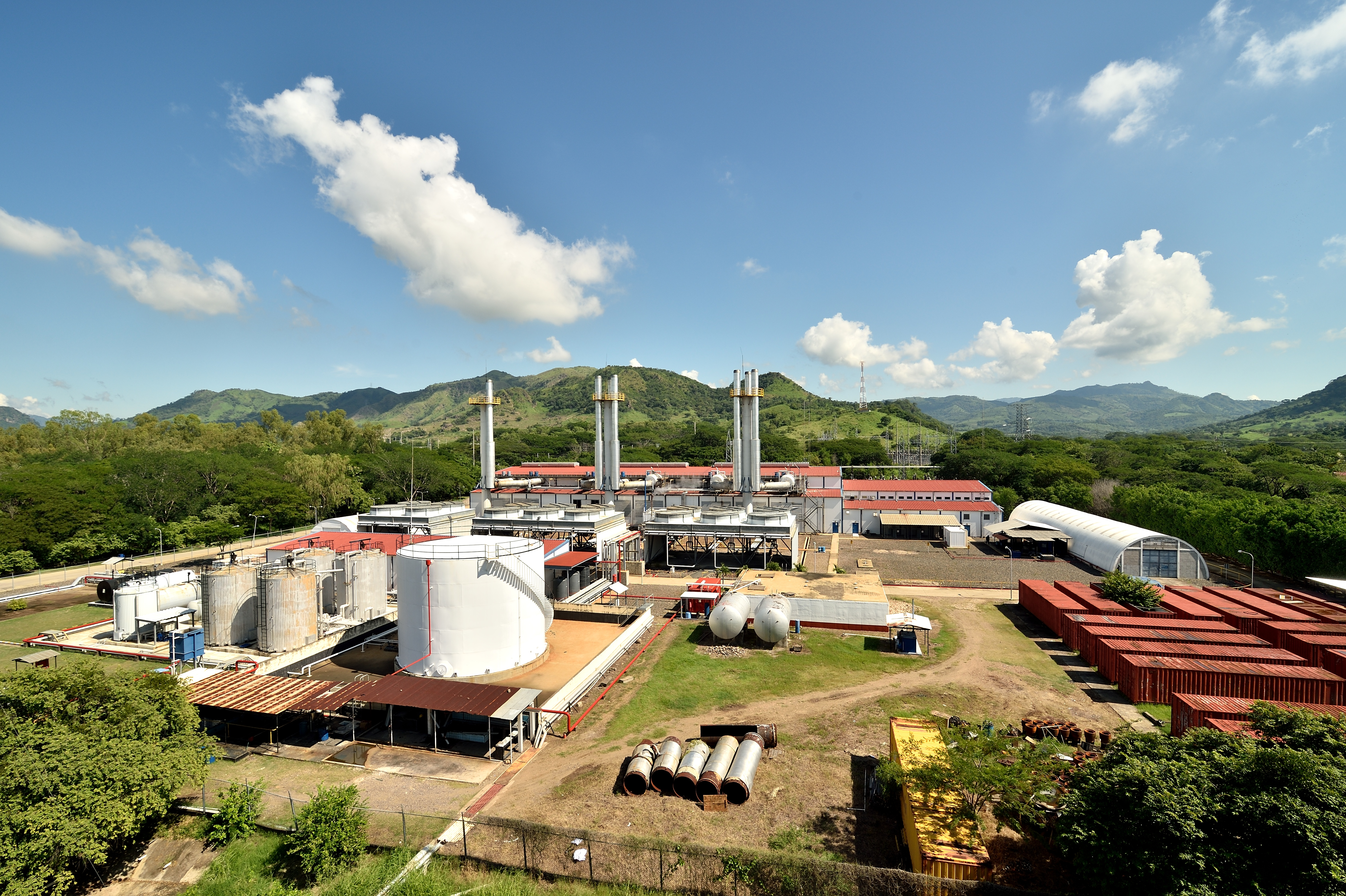
Centrale électrique Pavana II, 2015.
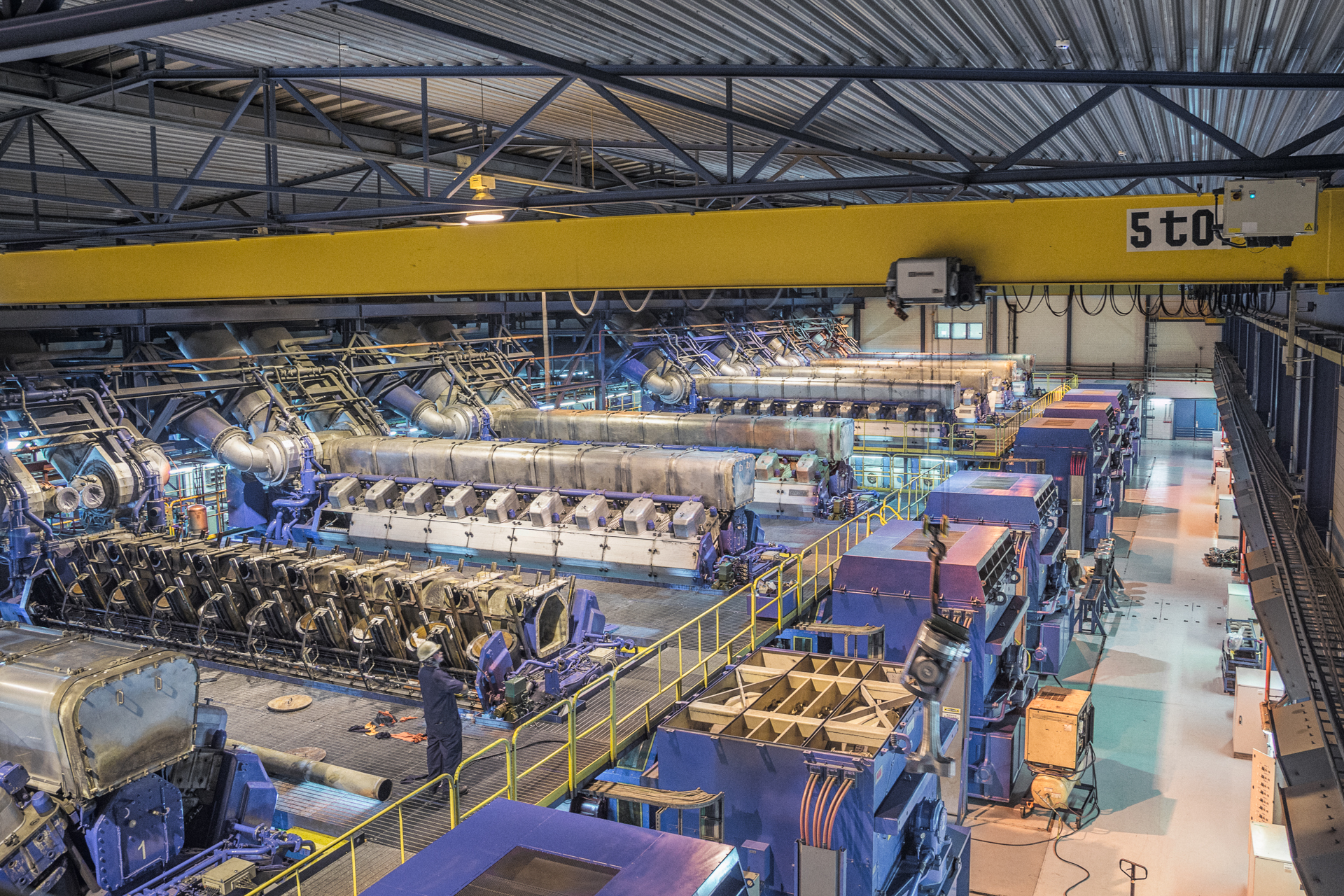
Salle des machines de Pavana II, 2015.
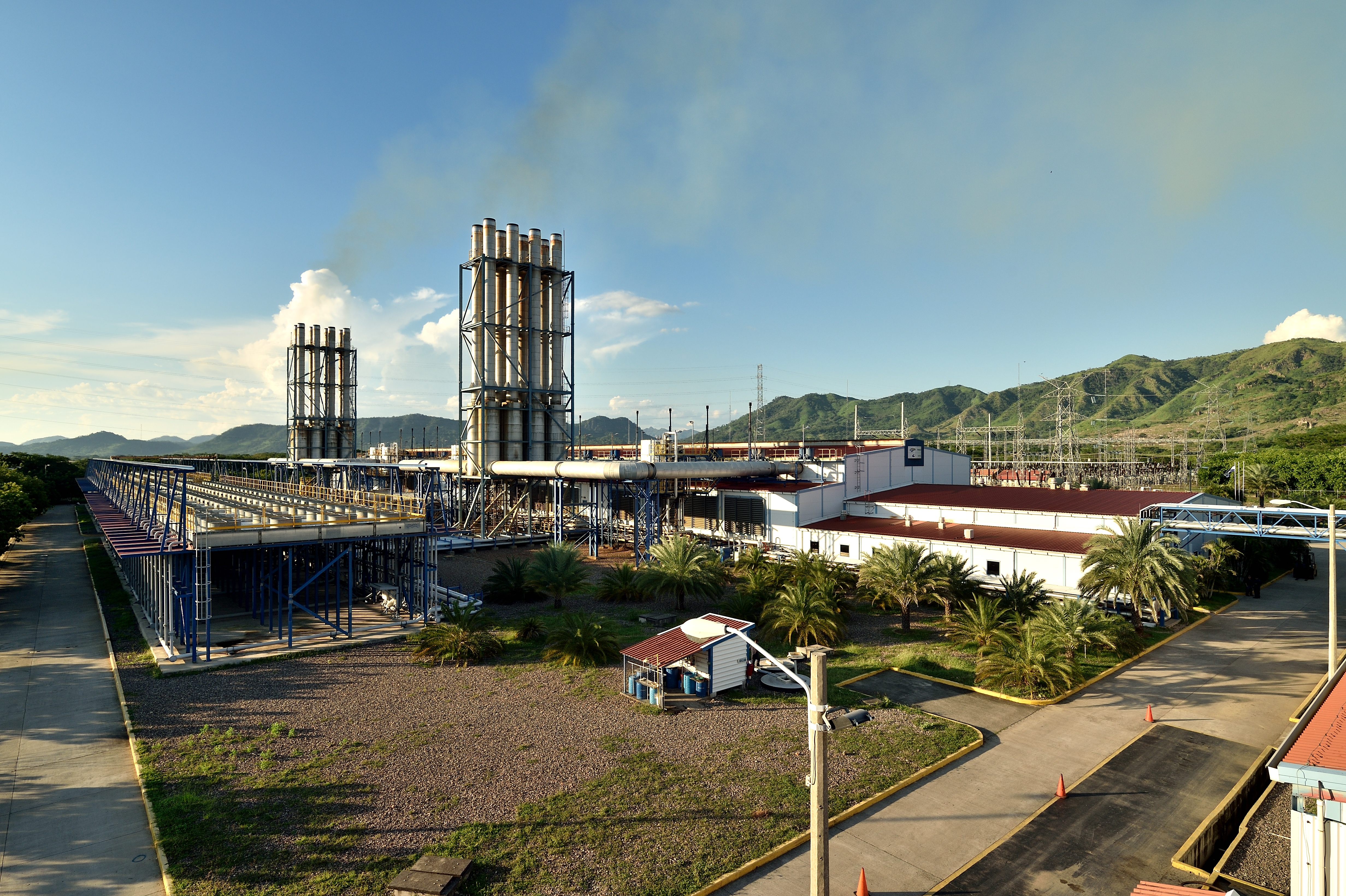
Centrale électrique Pavana III, 2015.

La société Lufussa (Luz y Fuerza de San Lorenzo Sociedad Anónima), créée en 1994, gère trois centrales Diesel : Pavana I (39,5 MW, 1995), Pavana II (82 MW, 1999) et Pavana III (267,4 MW, août 2004).

### Centrales hydroélectriques

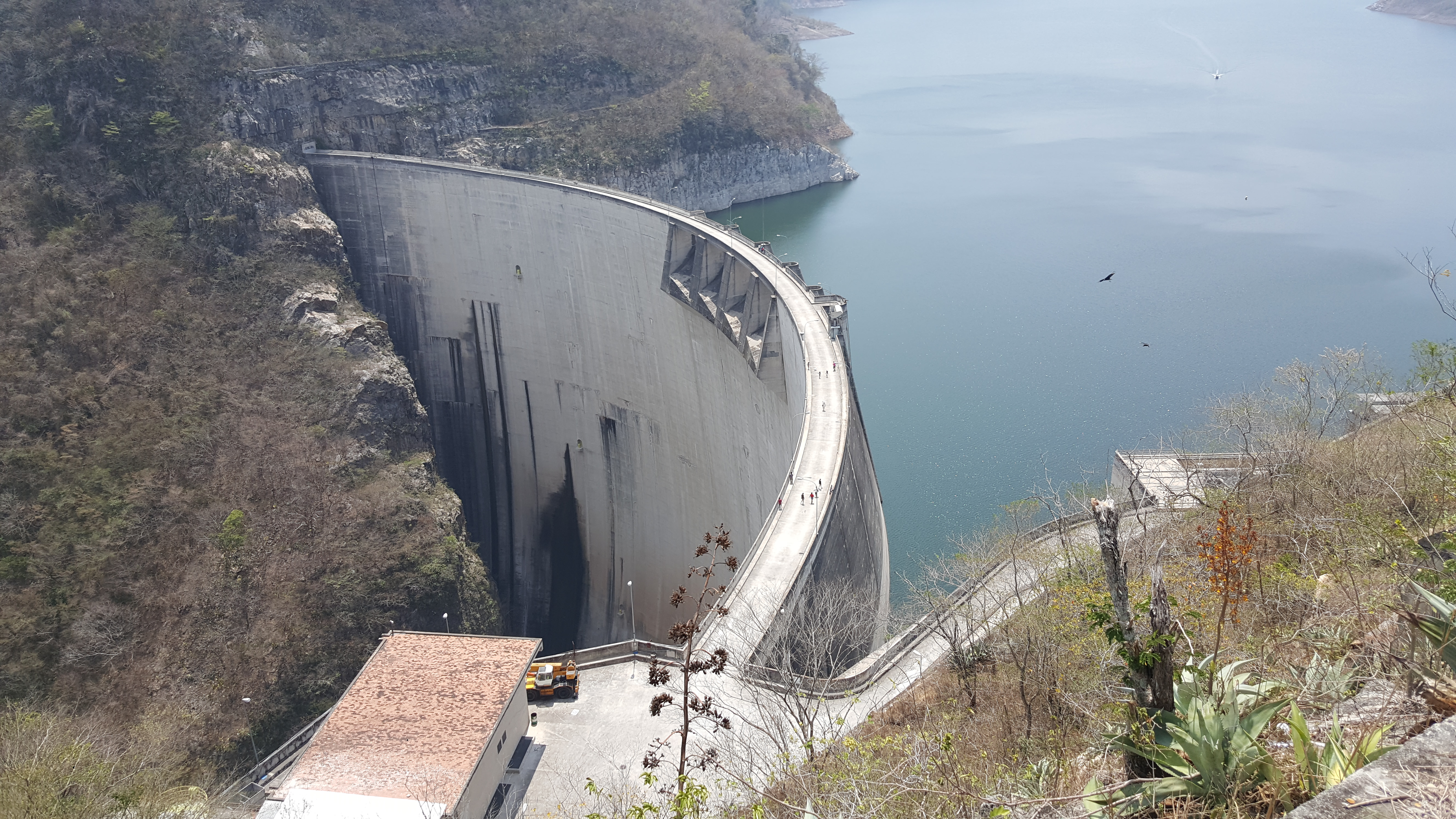
Barrage d'El Cajón, 2017.

Les centrales hydroélectriques du Honduras totalisent une puissance de 849 MW fin 2022, au 4e rang en Amérique centrale, derrière le Costa Rica (2 331 MW), le Panama (1 845 MW) et le Guatémala (1 513 MW) ; elles ont produit environ 4 TWh en 2022.
En 2021, elles ont produit 3 765 GWh, soit 33,9 % de la production d'électricité du pays.
Le barrage d'El Cajón sur la rivière Comayagua alimente la centrale hydroélectrique Francisco Morazán, d'une puissance électrique de 300 MW.

### Énergie éolienne

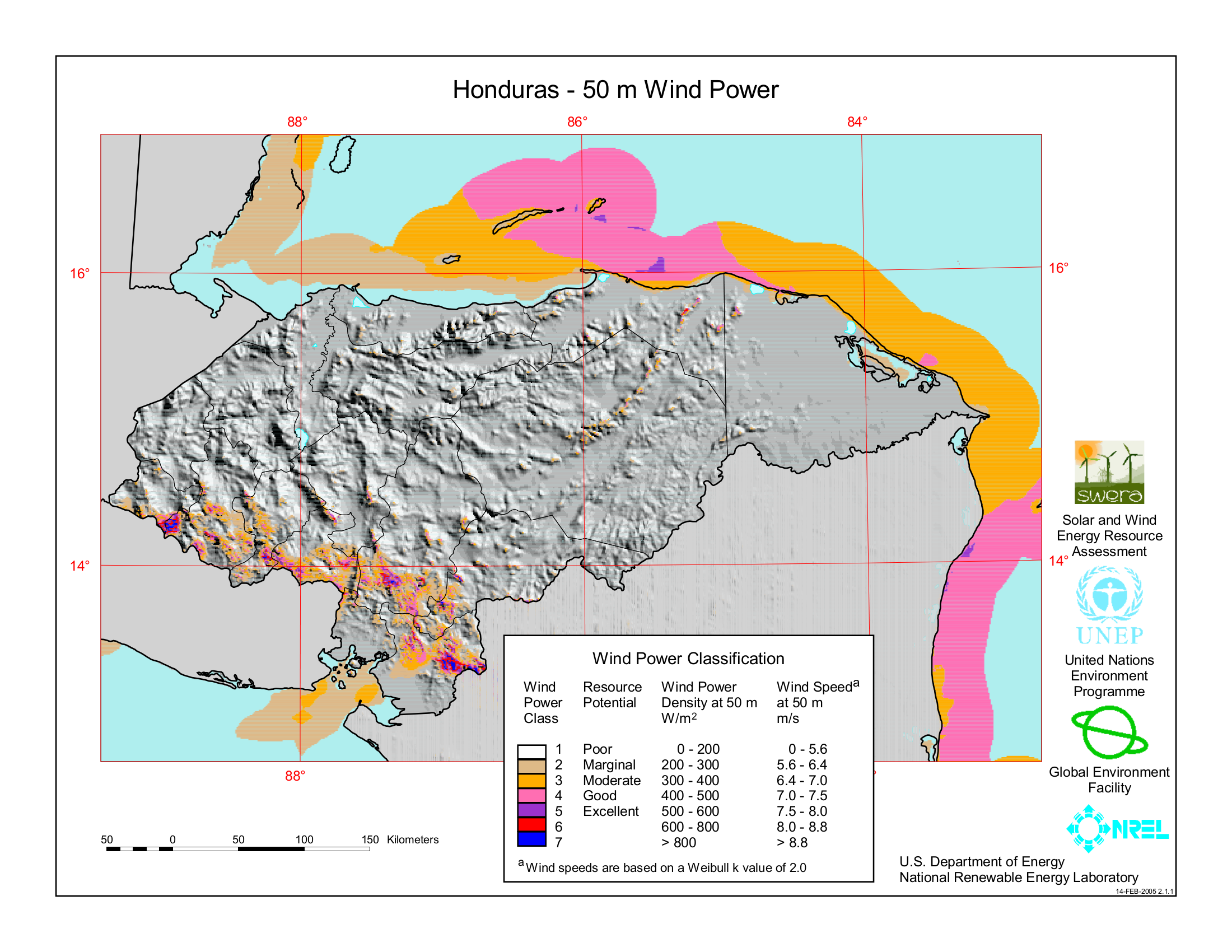
Carte du potentiel éolien au Honduras à 50 m d'altitude (W/m²), 2005.

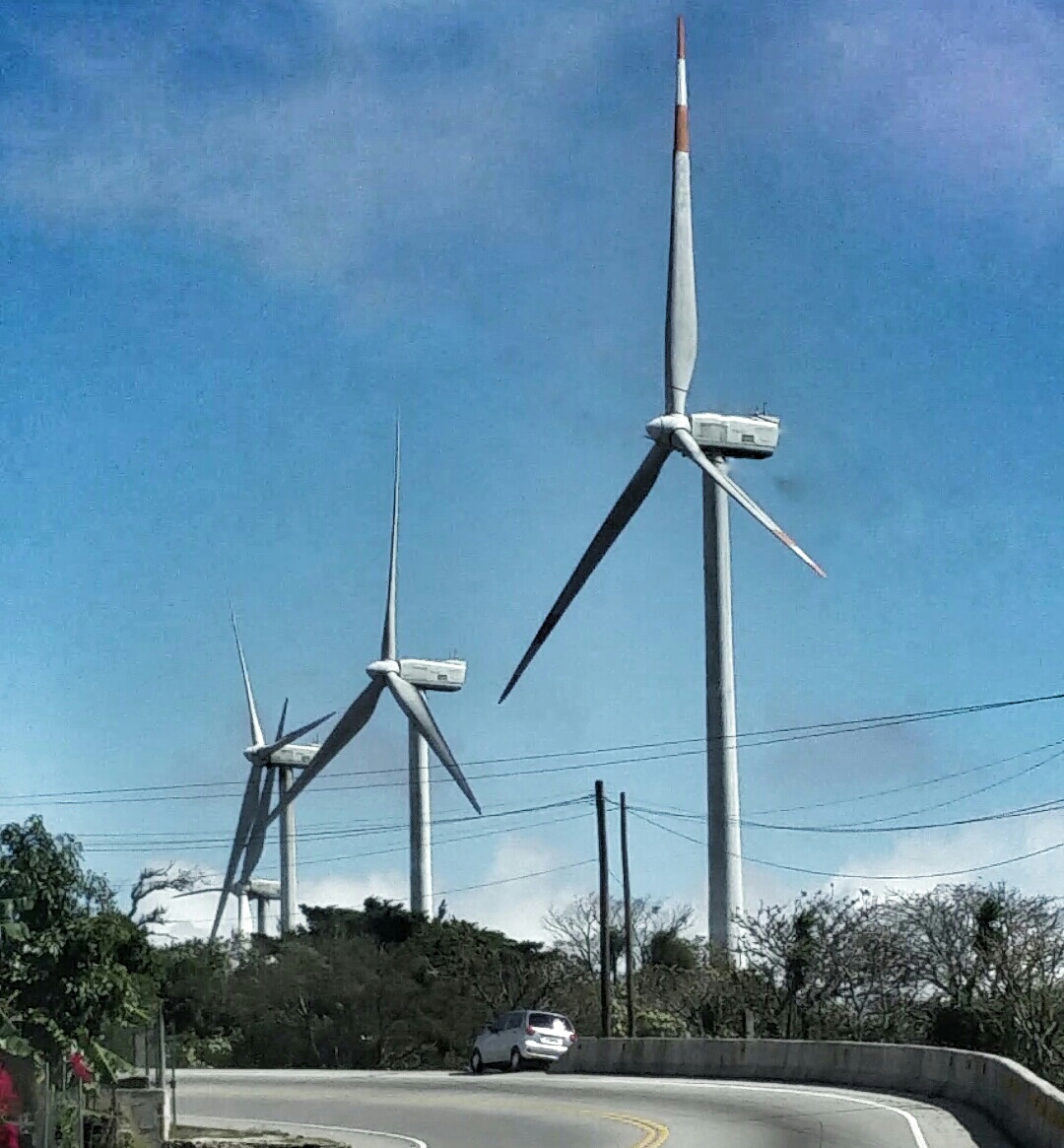
Parc éolien près de Tegucigalpa, 2021.

Le parc éolien Cerro de Hula (102 MW) a été mis en service en 2011.
En février 2023, Total Eren, filiale de TotalEnergies, annonce son implantation au Honduras avec un premier projet éolien, « San Marcos » (112 MW), situé à San Marcos de Colón, dans le département de Choluteca. Un contrat de vente de sa production à l'ENEE a été signé le 14 février 2023, au tarif de vente d'électricité d'origine renouvelable le plus bas du pays.
| Année | Production (GWh) | Accroissement | Part prod.élec. |
| 2011  | 117              |               | 1,6 %           |
| 2012  | 338              | +189 %        | 4,3 %           |
| 2013  | 310              | -8,3 %        | 3,8 %           |
| 2014  | 398              | +28,4 %       | 4,8 %           |
| 2015  | 665              | +67,1 %       | 7,4 %           |
| 2016  | 583              | -12,3 %       | 6,3 %           |
| 2017  | 578              | -0,9 %        | 6,1 %           |
| 2018  | 929              | +60,7 %       | 9,5 %           |
| 2019  | 818              | -11,9 %       | 7,7 %           |
| 2020  | 707              | -13,6 %       | 7,0 %           |
| 2021  | 775              | +9,6 %        | 7,0 %           |

### Énergie solaire
L'Agence internationale de l'énergie-Photovoltaic Power Systems Programme (PVPS) estime la part du solaire photovoltaïque dans la production d'électricité du Honduras à la fin de 2022 à 12,9 %, au 6e rang mondial.
| Année | Production (GWh) | Accroissement | Part prod.élec. |
| 2013  | 5                |               | 0,06 %          |
| 2014  | 14               | +180 %        | 0,17 %          |
| 2015  | 441              | +3050 %       | 4,9 %           |
| 2016  | 917              | +108 %        | 9,8 %           |
| 2017  | 965              | +5,2 %        | 10,2 %          |
| 2018  | 1 044            | +8,2 %        | 10,7 %          |
| 2019  | 1 176            | +12,6 %       | 11,0 %          |
| 2020  | 1 113            | -5,4 %        | 11,0 %          |
| 2021  | 1 140            | +2,4 %        | 10,3 %          |

Le pays disposait en 2017 de 15 fermes photovoltaïques d'un total de 454 MWc, dont la ferme de Los Prados (53 MWc) construite par une entreprise norvégienne.

### Énergie géothermique
En 2020, les centrales géothermiques du Honduras ont produit 0,31 TWh, soit 0,3 % de la production géothermique mondiale, au 16e rang mondial, et 3 % de la production d'électricité du pays.

### Échanges internationaux d'électricité
Le Honduras est connecté aux autres systèmes électriques des pays de la région centraméricaine, dans le cadre du « Marché Électrique Régional » (MER), par le Système d’Interconnexion Électrique des Pays d’Amérique Centrale (SIEPAC) constitué (en 2018) d’environ 1 800 km de lignes de transport (dont 269 km au Honduras) à 230 kV du Guatemala au Panama. Ce réseau a été interconnecté avec celui du Mexique en 2016.
En 2021, le Honduras a importé 204 GWh et exporté 2 GWh.

### Consommation d'électricité
La consommation d'électricité s'élevait en 2021 à 7,76 TWh, dont 33,4 % dans l'industrie, 39 % dans le secteur résidentiel et 27,6 % dans le secteur tertiaire.

## Impact environnemental
Les émissions de dioxyde de carbone liées à l'énergie au Honduras étaient en 2021 de 0,89 tonne de CO2 par habitant, inférieures de 79 % à la moyenne mondiale : 4,26 t et de 56 % à celle de l'Amérique latine : 2,01 t.